# Marokibo
Marokibo is een plaats en commune in het zuiden van Madagaskar, behorend tot het district Vangaindrano, dat gelegen is in de regio Atsimo-Atsinanana. Tijdens een volkstelling in 2001 telde de plaats 3.250 inwoners.
De plaats biedt enkel lager onderwijs aan. 97 % van de bevolking werkt als landbouwer. De belangrijkste landbouwproducten zijn rijst en suikerriet; andere belangrijke producten zijn kruidnagelen en maniok. Verder is 3 % actief in de dienstensector.